# Equitazione agli VIII Giochi del Mediterraneo
Le competizioni di equitazione agli VIII Giochi del Mediterraneo si sono svolte organizzate in due gare per un totale di sei medaglie da assegnare.
Per questo sport sono state organizzate le seguenti prove:
- Individuale salto ad ostacoli
- A squadre salto ad ostacoli

## Risultati
| Evento         | Oro                                                                        | Argento                                                                       | Bronzo                                                                                                   |
| Salto ostacoli |                                                                            |                                                                               | |
| Individuale    | Eric Leroyer                                                               | Emilio Puricelli                                                              | Alfonso Segovia Segovia                                                                                  |
| A squadre      | Francia Gilles Bertrand de Balanda Hubert Parot Patrick Caron Eric Leroyer | Italia Filippo Moyersoen Michele Dellacasa Duccio Bartalucci Emilio Puricelli | Spagna Luis Alvarez Cervera L. Jaime Carvajal y Salas Juan Antonio de Wit Guzman Alfonso Segovia Segovia |

## Medagliere
| Posizione | Paese   |   |   |   | Totale |
| --------- | ------- | - | - | - | ------ |
| 1         | Francia | 2 | 0 | 0 | 2      |
| 2         | Italia  | 0 | 2 | 0 | 2      |
| 3         | Spagna  | 0 | 0 | 2 | 2      |
| Totale    | Totale  | 2 | 2 | 2 | 6      |